# Lidi van Mourik Broekman
Aleida Cornelia (Lidi) Buma-van Mourik Broekman (Zürich, 20 juni 1917 – Nijmegen, 21 december 2015) was een Nederlands beeldhouwster, schilderes en tekenares.

## Leven en werk
Lidi van Mourik Broekman werd geboren in Zwitserland, als dochter van Gerrit Hendrik van Mourik Broekman en Jacoba Josina Maria Beijerman. Ze was de zus van schilderes Cootje Horst en pianiste Marta Admiraal.
Van Mourik Broekman volgde twee jaar bouwkunde in Delft en stapte toen over naar de Koninklijke Academie van Beeldende Kunsten in Den Haag. Ze was assistente en leerlinge van Albert Termote. Later vestigde ze zich als zelfstandig beeldhouwster. Honderden portretten maakte zij in opdracht, ook van het Koninklijk Huis: onder andere portretten van koningin Juliana, koningin Wilhelmina en prinses Marijke (als kind).
Tijdens de Tweede Wereldoorlog weigerde ze zich aan te sluiten bij de Nederlandsche Kultuurkamer en legde haar werk neer. Na de oorlog maakte ze voor vier plaatsen oorlogsmonumenten.
Van Mourik Broekman overleed eind 2015, op 98-jarige leeftijd en werd begraven op de Begraafplaats Daalseweg in Nijmegen.

## Werken (selectie)
- 1942, Fluitspeler ook wel genaamd Orpheus in de Dessa[3] Beeldenroute Zuiderpark Den Haag, Den Haag.
- 1947, verzetsmonument aan de Kerkbrink in Zuidlaren
- 1947, oorlogsmonument aan de Torenlaan in Borger
- 1950, oorlogsmonument aan de Kerkstraat in Vlagtwedde
- 1955, oorlogsmonument aan de Prinses Irenelaan in Weesp

## Fotogalerij

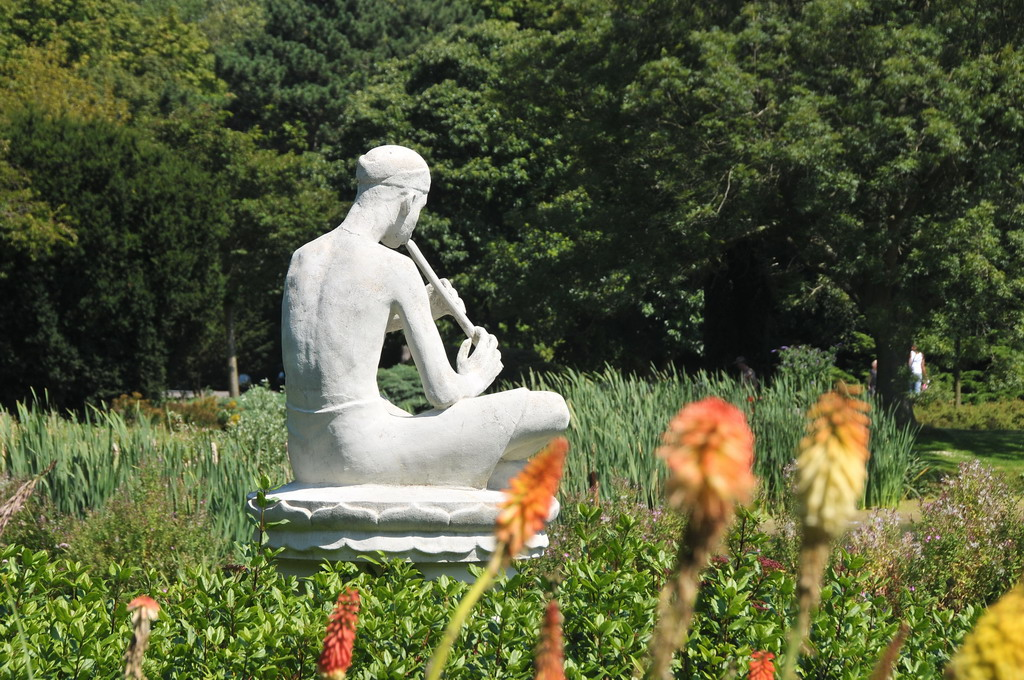
Fluitspeler, Zuiderpark in Den Haag (1942)
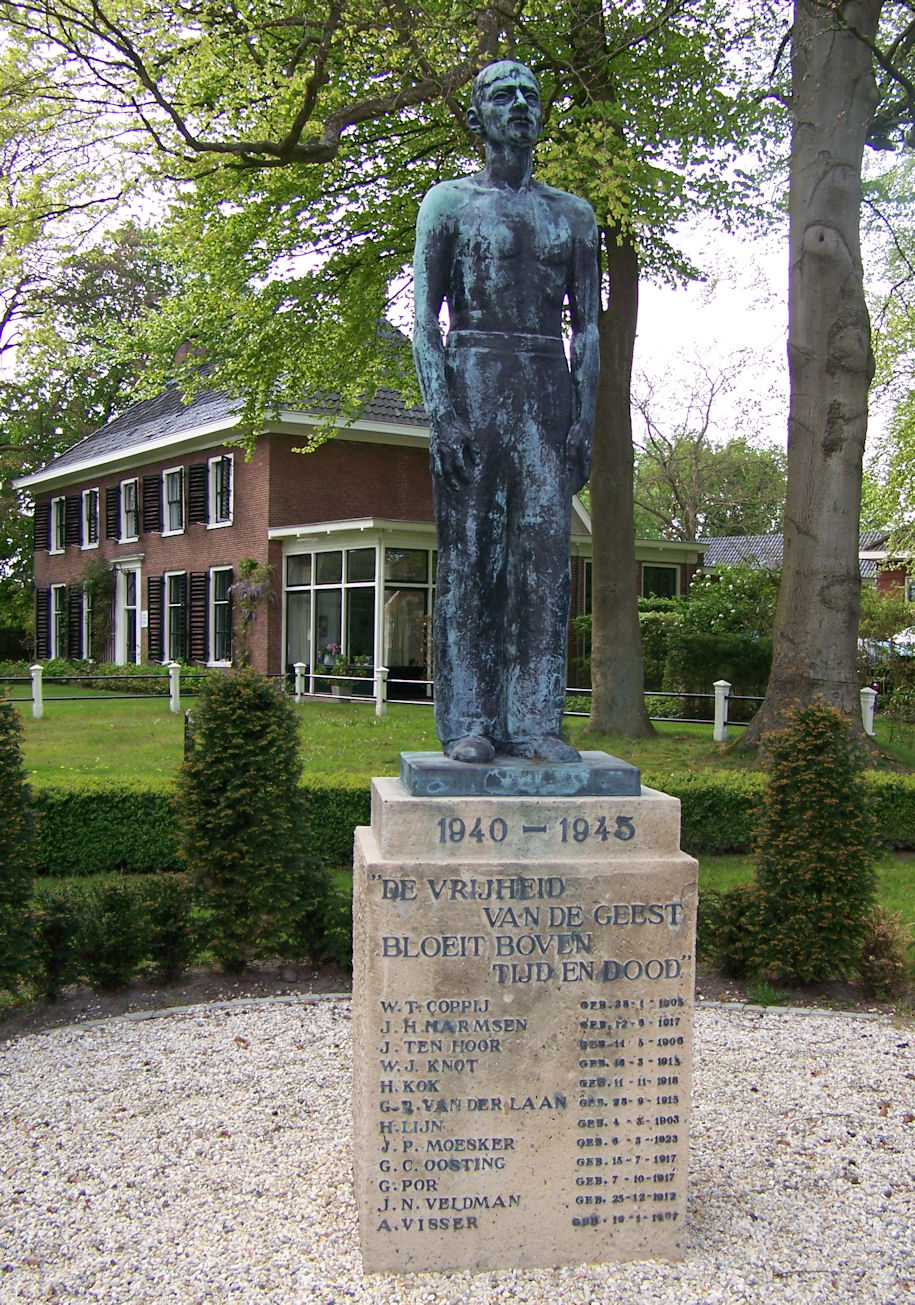
Verzetsmonument Zuidlaren (1947)
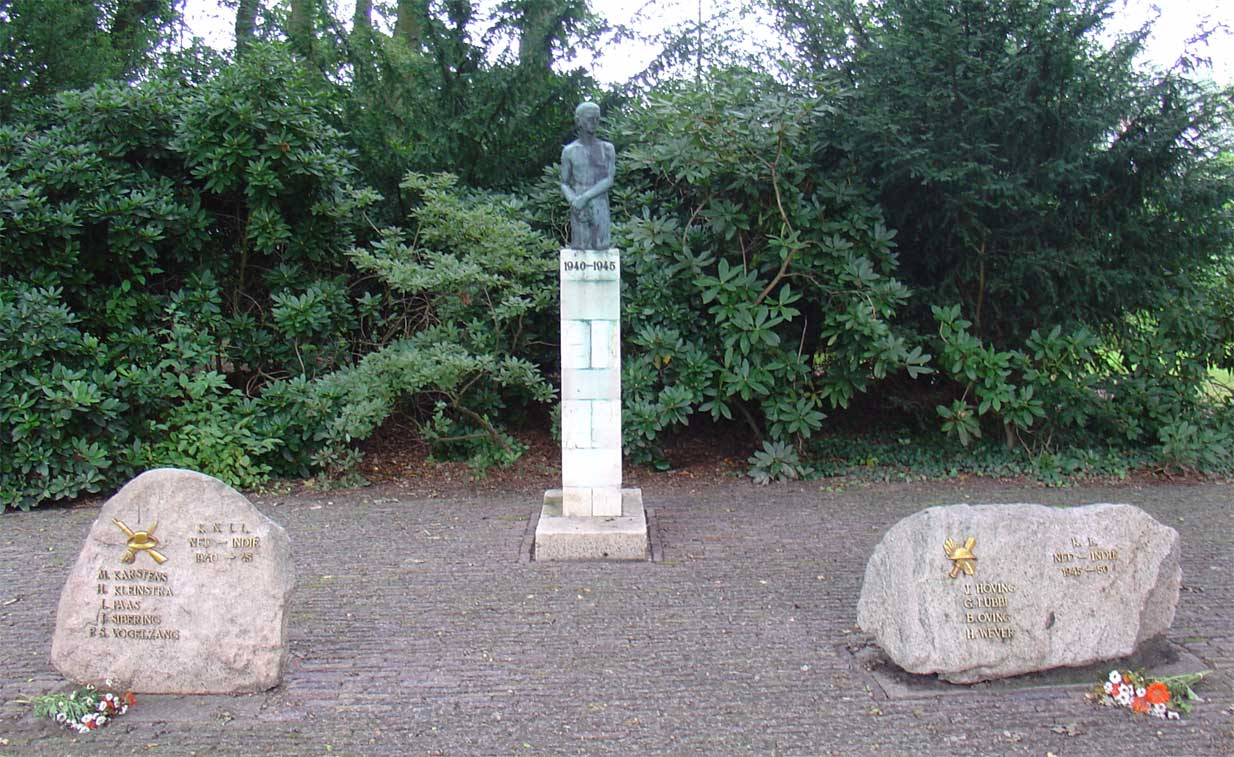
Oorlogsmonument Borger (1947)
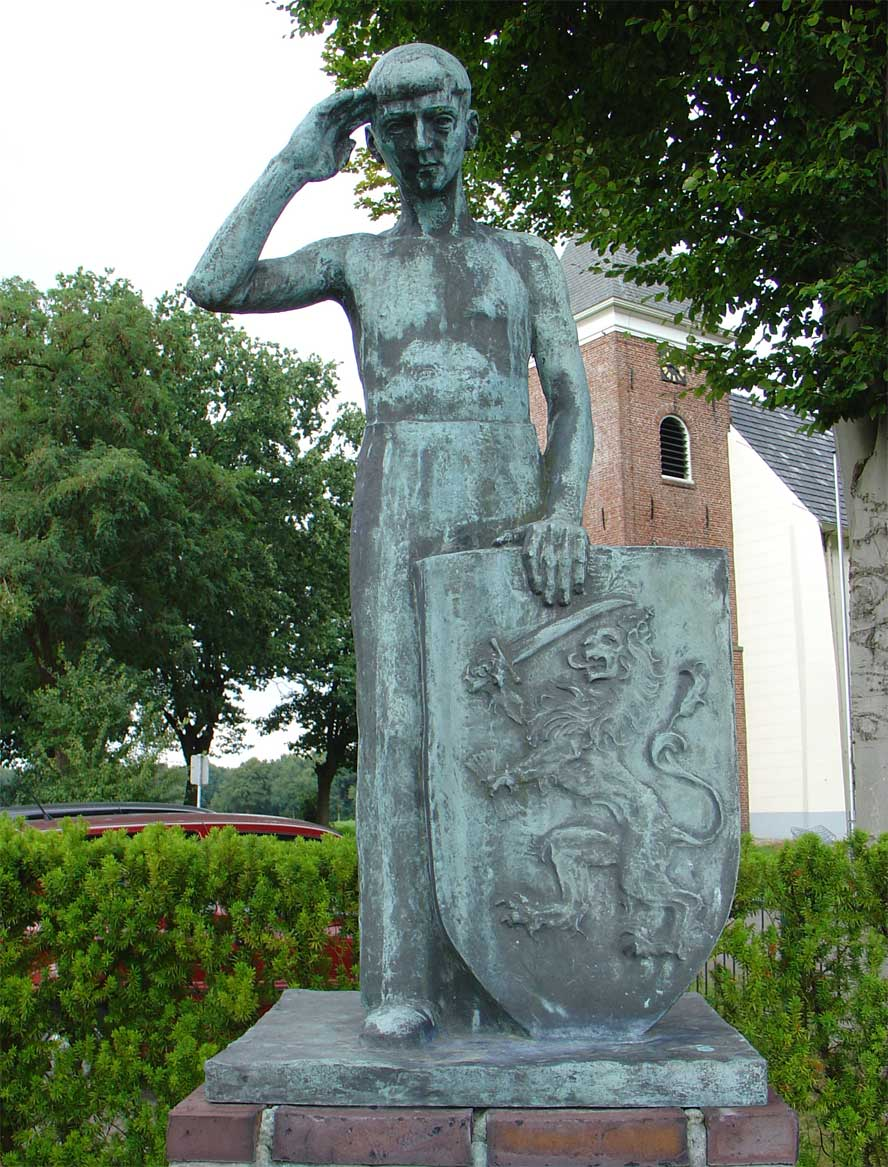
Oorlogsmonument in Vlagtwedde (1950)

- Gemeinsame Normdatei: 1352233614
- RKD-Nederlands Instituut voor Kunstgeschiedenis: 58048
- Virtual International Authority File: 283034746